# Alfred Söderlund, Långbro

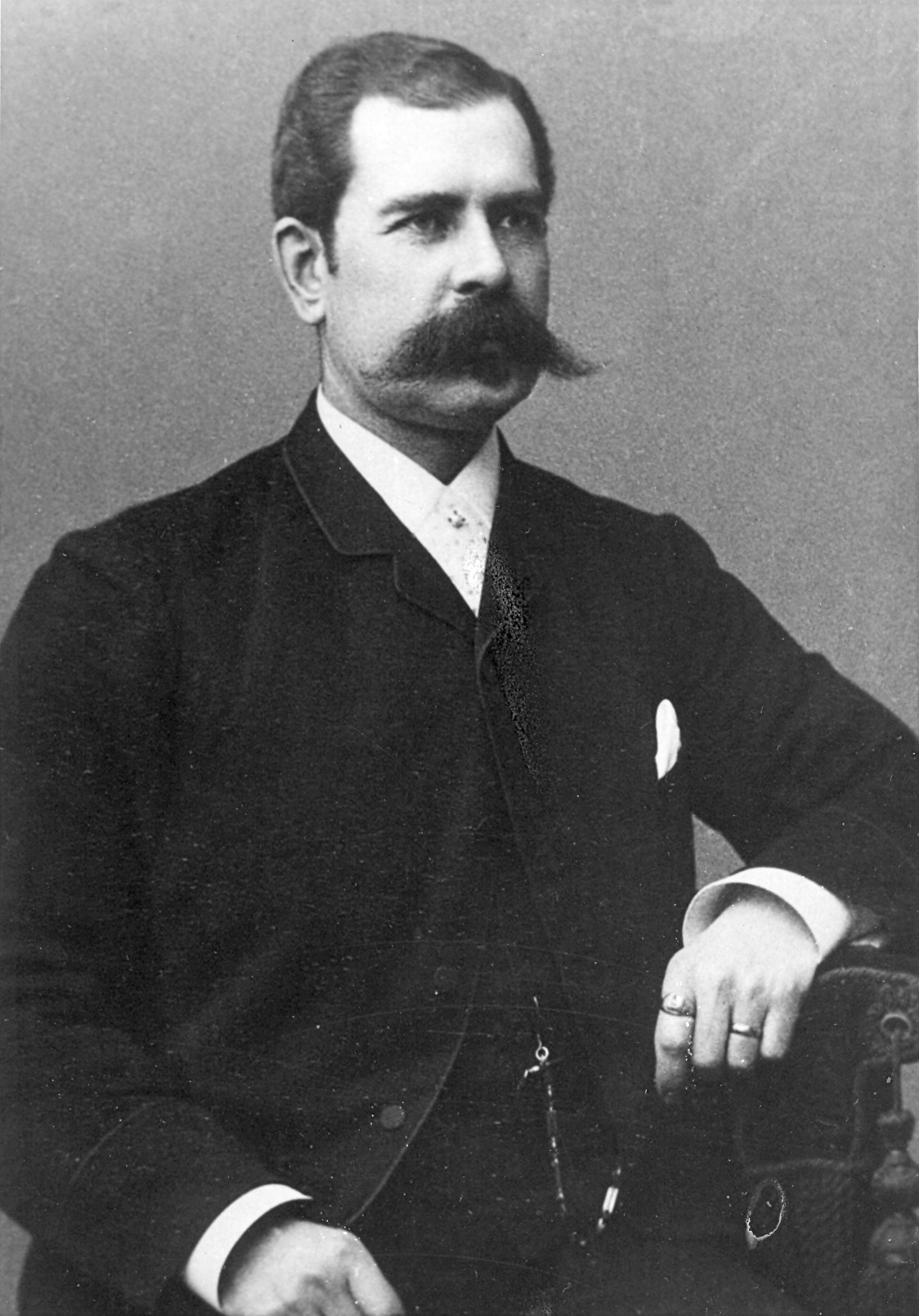
Alfred Söderlund

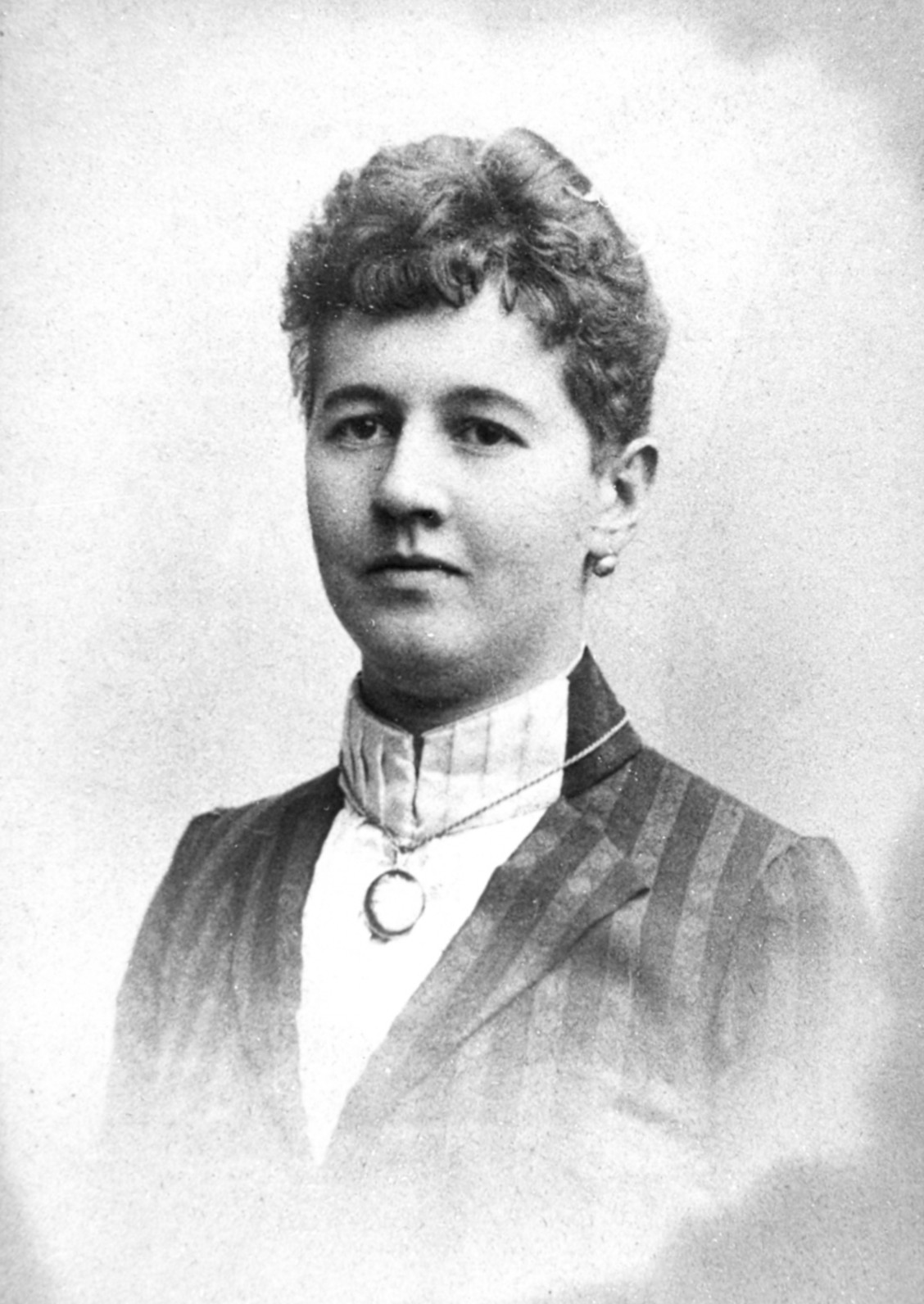
Hulda Söderlund

Alfred Söderlund, född 12 maj 1843 i Katarina församling, Stockholm, död 1930, var en svensk godsägare. Han var en nyckelperson för tillkomsten av stadsdelen Långbro, tidigare stadsdelen Långbrodal och Långbro sjukhus, samtliga i Stockholms kommun. Alfred Söderlund innehade Långbro gård under åren 1866–1918 och avstyckade över 500 tomter åren kring förra sekelskiftet. 

## Biografi
Alfred Söderlund var son till Johan Söderlund (1813–1882) med maka Louise Söderlund (–1913). Såväl fadern såsom farfadern, Anders Söderlund (1776–1855), verkade som inspektorer på Västberga gård. Efter studier i lantbruk på ett flertal gårdar i Södermanland blev Alfred Söderlund inspektor på Långbro gård 1863, 20 år gammal. 1866 köper Söderlund gården för 105 000 kronor, varav 15 000 kr kontant. Gården hade dessförinnan haft en serie ägare, det bakomliggande syftet i flera av dessa äganden var troligtvis spekulation. Enligt minnesanteckningar från sonen, Carl-Erik, finansierades köpet huvudsakligen genom lån, de egna tillgångarna omfattade cirka 1000 kronor. För att minska skuldbördan avyttras en del arrendegårdar. Den 28 april 1888 ingår Söderlund äktenskap med Hulda Henrietta Elisabeth Gjerling. De får fem barn, samtliga växer upp på Långbro gård.
Under åren 1899 till 1918 avstyckades cirka 500 tomter till villaägare i Långbrodal respektive Långbro. Det blivande Långbro sjukhusområde avyttrades 1902 till Stockholms stad. År 1918 säljs resterande del av fastigheten till L.M Ericsson AB.
Söderlund innehade under sin tid ett flertal förtroendeuppdrag i Brännkyrka socken. Han var bland annat ordförande i kommunalnämnden, ledamot av kyrkorådet, skolrådet samt häradsrätten. Alfred Söderlund ligger begravd på Brännkyrka kyrkogård.